# Patent Box

Les patent boxes (littéralement « boîtes à brevets »), parfois appelées Intellectual Property Box, sont un régime de taxation de la propriété intellectuelle appliqué dans certains pays pour localiser leurs brevets, recherches, marques, etc., dans un pays donné.

## Histoire
Le terme « box » renvoie à l’origine à la case (tick the box) à cocher sur la déclaration fiscale pour bénéficier du régime. Le traitement différencié des revenus provenant des licences et brevets a été observé pour la première fois en Irlande. L’article 34 de la Loi de Finances de 1973 a permis pour la première fois dans un pays de l'OCDE de déduire de ses revenus courants les revenus de brevets pour ensuite les taxer au taux de 6,25% au lieu de 12,50%. 
En 2000, la France a permis elle aussi pour la première fois de considérer les revenus de brevets comme des plus-values de long terme et ainsi de réduire le taux de l'impôt sur les sociétés réduit.

## Régimes spéciaux par pays

### Irlande
Introduit en 1973 puis abrogé en 2010dans le cadre de Plan national de redressement 2011-2014, le régime irlandais permettait aux entreprises soumises à l’impôt sur le revenu irlandais d’être entièrement exonérées d’impôt sur les revenus des brevets.

### Pays-Bas
Depuis 2007 le système de Octrooibox/Innovatiebox aux Pays-Bas constitue un régime fiscal attractif aux revenus de brevets. Le régime a été amélioré par l’innovatiebox, qui depuis le 1er janvier 2010, a remplacé l’octrooibox. Les entreprises néerlandaises peuvent aujourd’hui déduire de leur base imposable 80 % des revenus nets de leurs brevets.

### Belgique et Luxembourg
Des exonérations de 80 % des revenus de brevets ont été introduites par le Luxembourg à partir de janvier 2008 et la Belgique en 2007 (articles 205/1 à 205/4 du Code des impôts sur les revenus). Outre les brevets, le régime fiscal luxembourgeois de la propriété intellectuelle englobe les droits d’auteur sur des logiciels informatiques, les marques de fabrique ou de commerce, les dessins et les modèles et les noms de domaine réduisant le taux d'impôt du Luxembourg a 5,72 %. Le taux effectif de l’impôt des sociétés sur ces revenus de brevets en Belgique est ainsi réduit à 6,8 %.

### Royaume-Uni
Depuis 2013, la législation britannique permet aux entreprises imposées sur son territoire d’être exonérées d’impôts sur les revenus des brevets. Un régime spécifique dit de Patent Box se traduit par un taux d’imposition effectif de 10% sur les bénéfices tirés de l’usage des droits de propriété intellectuelle dûment reconnus, dont les brevets.

### France
En 2000, la France a permis elle aussi pour la première fois de considérer les revenus de brevets comme des plus-values de long terme et ainsi de réduire le taux de l'impôt sur les sociétés à 15 % au lieu de 33,3 % (Article 39 terdecies Code général des Impôts). Depuis 2019, la Patent Box française a évolué pour répondre aux recommandations BEPS de l'OCDE en introduisant un ratio Nexus reliant l'avantage fiscal aux dépenses de R&D en lien avec l'actif de Propriété Intellectuelle. Ce n'est plus seulement les revenus tirés des brevets mais également des licences de logiciels qui sont désormais éligible à un taux réduit de 10 % et non plus 15 %. L'article 39 terdecies du Code Général des Impôts se voit pour l'occasion remplacé par l'article 238 de ce même code.

### Suisse
Les entreprises suisses bénéficient depuis de nombreuses années d’un cadre fiscal préférentiel. Les « statuts fiscaux cantonaux » fixés dans le droit fédéral, sont des statuts qui ne s'appliquent qu’au plan cantonal et communal. Les Sociétés de domicile (activité purement administrative) et Sociétés mixtes (activités commerciales principalement orientées à l’étranger) sont exonérés entièrement de l’impôt sur les rendements de participations. À Genève, ces sociétés sont imposées à un taux effectif moyen de 11,6% (Impôt sur le bénéfice au plan fédéral, cantonal et communal : taux effectif de 24,2%).
En 2007, l’Union européenne a mis en cause ce régime fiscal le considérant incompatible avec l'article 23, paragraphe 1, de l'accord entre l’UE et la Confédération suisse du 22 juillet 1972 et a invité la Suisse à le revoir. En 2014, la Suisse a annoncé un accord. La Suisse a confirmé son intention de proposer l'abrogation de ces régimes fiscaux, dans le cadre de la troisième réforme des entreprises. Les nouvelles mesures fiscales se baseront sur les normes internationales.

## Critiques
Les patent boxes se sont développées à partir du début des années 2000 en Europe comme un mécanisme « toxique et opaque de concurrence fiscale agressive », favorisant fraude et optimisation fiscale des entreprises.